# Кровавая бездна ужаса
«Кровавая бездна ужаса» (итал. Il Boia Scarlatto, иное название «Красный палач») — американо-итальянский фильм ужасов 1965 года режиссёра Массимо Пупилло.

## Сюжет
Фотограф и несколько фотомоделей, для того, чтобы сделать эффектные сексуальные фотографии для готовящихся к выходу обложек для изданий, написанных в жанре литературы ужасов, направляются в старый заброшенный замок. В этом замке обитает бывший актёр, который большую часть своего времени проводит за любованием своим атлетическим телом. Кроме того, актёр думает, что в него вселилась душа жившего в XVII веке палача. Потревоженный палач пытается расправиться с непрошеными гостями.

## В ролях
- Мики Харгитей — Тревис Андерсон (палач)
- Уолтер Бранди — Рик
- Луиза Баратто — Эдит
- Рита Клейн — Нэнси
- Альфредо Риццо — Дэниэл Паркс

## Другие названия картины
- A Tale of Torture
- Bloody Pit of Horror (США)
- Il Castello di Artena
- Crimson Executioner
- Some Virgins for the Hangman
- The Castle of Artena
- The Red Hangman (США)
- The Scarlet Executioner
- The Scarlet Hangman
- Virgins for the Hangman

## Критика
Луис Поль в своей книге Italian Horror Film Directors назвал фильм развлекательным упражнением в гомофобии. Кроме того, Поль отмечает игру актёра Мики Харгитея, который исполнил её с такой истерической неистовостью, что фильм получился даже больше, чем трэш категории «Z». Также Поль отмечает, что в фильме вставлено огромное количество всевозможного «мусора», который, по замыслу режиссёра, должен был способствовать лучшему восприятию картины.